# Station Nowy Sącz Jamnica
Station Nowy Sącz Jamnica is een spoorwegstation in de Poolse plaats Nowy Sącz.